# Norma Giménez
Norma Elizabeth del Carmen Giménez (Buenos Aires, 11 de junio de 1930 - Olivos, 21 de septiembre de 1957), conocida como Norma Giménez, fue una actriz argentina, conocida por su participación en la película No abras nunca esa puerta (1952).

## Carrera
En sus diez años de carrera filmó un total de 23 películas y tenía un gran futuro asegurado en el exterior. Fue uno de los rostros más bellos del cine de su época y llegó a filmar cuatro películas en un año. Protagonista o con roles principales, siempre  compartió cartel con grandes actores como Alberto Castillo (con quien hizo la taquillera Buenos Aires, mi tierra querida), Pepe Iglesias, Alberto Alonso, Roberto Escalada, Mecha Ortiz, Jorge Luz y Enrique Muiño. En 1957 actuó en una coproducción sueco- Argentina llamada Primavera de la vida.
En 1952 integró la Gran Compañía de Comedias Argentinas encabezada por Amalia Sánchez Ariño, Roberto Escalada y Nicolás Fregues, con la participación de Francisco López Silva, Hugo Pimentel e Irma Córdoba.

## Muerte
El 21 de septiembre de 1957, a los 27 años de edad, Norma Giménez se dirigió en automóvil desde su casa hasta cerca de la estación de Olivos, compró rosas blancas en una florería y se quitó la vida arrojándose al paso de un tren. En esa época integraba la compañía de Francisco Petrone que estaba representando la obra Mesas separadas de Terence Rattigan y sus compañeros sabían que había caído en la drogadicción y el alcoholismo. Otros rumores dicen que no pudo superar el abandono de su entonces pareja, el actor Juan Carlos Barbieri con el que actuó en varias de sus películas, para irse con Inés Moreno, otra popular actriz de la época.

## Filmografía
Colaboró comoa actriz en los siguientes filmes:
- Livets vår o  Primavera de la vida    (1958) .... Rosita
- El festín de Satanás    (1958)
- Los torturados    (1956)
- Requiebro    (1955)
- El calavera    (1954)
- Por cuatro días locos    (1953)
- La muerte en las calles    (1952)
- No abras nunca esa puerta    (1952)
- La última escuadrilla    (1951)
- Buenos Aires, mi tierra querida    (1951)
- Madre Alegría    (1950)
- Valentina    (1950) .... Esther González García
- Sacachispas    (1950)
- Piantadino    (1950)
- Se llamaba Carlos Gardel    (1949)
- De hombre a hombre    (1949)
- Un pecado por mes    (1949)
- La serpiente de cascabel    (1948) .... Alumna
- El tambor de Tacuarí    (1948)
- Por ellos... todo    (1948)
- Tierra del Fuego    (1948) .... Laura
- Tierras hechizadas    (1948)
- Vacaciones    (1947) .... Ana María
- El misterioso tío Sylas    o  Tela de araña    (1947)
- Con el diablo en el cuerpo    (1947)
- Estrellita (1947)

## Teatro
- 1951: Rigoberto, junto a la Compañía Argentina de Comedias Cómicas encabezada por Enrique Serrano, junto a Rafael Frontaura, Aída Olivier, Tono Andreu y Pepita Meliá.
- 1955: Escalera a dos puntas, estrenado en el Teatro Smart, con la Compañía Argentina de Comedias encabezada por Ángel Magaña con Nelly Panizza, Alejandro Maximino y Fernando Siro.
- 1957:  Mesas separadas.